# Teoría de las estrategias duales
Con origen en la psicología evolutiva, la teoría de las estrategias duales establece dos estrategias principales que los individuos utilizan para avanzar en las jerarquías sociales.
- La primera y más antigua de las dos estrategias es el dominio que se ejemplifica mediante el uso de la fuerza, la fuerza implícita u otras formas de coerción para tomar el poder social.
- La segunda de las dos estrategias es el prestigio que se define como un enfoque en el que un individuo gana rango social al demostrar rasgos valorados por otros miembros del grupo, como altos niveles de habilidad, generosidad o la capacidad de enseñar sus habilidades a otros.[1]

Se ha sugerido que en lugar de representar dos estrategias únicas, el dominio y el prestigio deben verse como dos grupos distintos de estrategias con diferentes subestrategias dentro de cada una de ellas.

## Historia
Henrich y Gil-White se basaron en la teoría del intercambio social para desarrollar la idea de prestigio como transmisión de estatus social y respeto a cambio de aportar experiencia. Esto contrasta con el dominio en el que se impone el estatus social en lugar de conseguirlo libremente. Las dos estrategias son vías distintas entre sí, pero ambas vías igualmente viables para ganar estatus en las jerarquías sociales humanas.

## Dominación
La más antigua de las dos estrategias, la dominación se identifica con el deseo de autoridad, control y poder. Se asocia con tácticas que incluyen el uso de la fuerza, la amenaza, la retención egoísta de recursos y la intimidación general. La dominación también se asocia con rasgos de personalidad negativos como el orgullo arrogante. La dominación es una estrategia de obtención de estatus que se ha observado en muchas especies, incluidos los primates y, en particular, los chimpancés, que son una de las especies de primates más cercanas genéticamente a los humanos. La dominación es menos estable que el prestigio en los humanos y otras especies de primates, ya que los seguidores pueden resistirse y coordinarse para reducir o suprimir el poder del líder que pretende ser dominante.

## Prestigio
El prestigio se identifica con el deseo de admiración, respeto y estatus elevado. Se asocia con tácticas que incluyen compartir libremente los rasgos deseables, la experiencia y la colaboración . El prestigio se asocia con rasgos positivos como el orgullo auténtico. El prestigio parece ser exclusivo de los seres humanos y el desarrollo del prestigio está vinculado al desarrollo de estructuras sociales más grandes y complejas. El liderazgo basado en el prestigio es más estable a largo plazo, ya que produce resultados mutuamente beneficiosos para los seguidores y el líder.

## Desarrollos e implicaciones

### Especificidad de ámbito
Las jerarquías de dominación y prestigio ocurren naturalmente en los grupos humanos. El estatus obtenido es específico del ámbito y puede no ser transferible entre diferentes actividades. En particular, existe una marcada preferencia por la asignación de prestigio en función de la experiencia en un ámbito específico, lo que sugiere que el estatus ganado por motivos de prestigio es específico del ámbito en el que se ganó y, en gran medida, no es transferible a otros ámbitos.

### Castigos
Tanto el dominio como el prestigio interactúan con el castigo de los miembros del grupo de diversas formas. Los líderes dominantes de alto estatus son castigados con más severidad por transgresiones contra las normas del grupo y la organización que los tipos de alto prestigio por los mismos delitos o delitos similares. Considerando que, la capacidad y la voluntad de castigar a otros en un grupo aumenta la percepción del dominio del castigador entre otros miembros del grupo, lo que hace que castigar a otros sea una herramienta estratégica, pero que solo está abierta a individuos de alto estatus. Los costos asociados con castigar a otros son menores para las personas de alto estatus que mejoran su reputación y su estatus dominante al ser vistos por el grupo con poder para castigar a otros, de modo que el motivo para castigar a otros puede ser impulsado por el propio interés.

### Manejo de grupo
Es más probable que los líderes dominantes traten de permanecer cerca de los miembros del grupo que ven como amenazas potenciales a su poder para poder monitorearlos y controlarlos. Es menos probable que tengan este comportamiento si los líderes dominantes no sienten que su posición está amenazada. De manera similar, los líderes con alto dominio cuya posición está bajo amenaza interna pueden priorizar la retención del poder sobre los intereses del grupo a través de tácticas como retener información del grupo, excluir a los subordinados capaces que son rivales potenciales y evitar que los miembros capacitados del grupo tengan influencia sobre el grupo. Ante una amenaza externa o ajena al grupo, los líderes dominantes dejan de priorizar el interés propio sobre las metas del grupo y estos comportamientos cesan. Los líderes basados en la dominación usan otras tácticas de influencia social en lugar de las exclusivamente coercitivas y tienen una variedad de tácticas complacientes, como construir relaciones y usar la razón para convencer a los demás. Cuando se sienten amenazados, los líderes basados en el dominio pueden generar divisiones y trabajar en contra de la cooperación entre sus subordinados. También pueden socavar el funcionamiento eficiente del grupo para preservar su estatus y su poder. Las tácticas utilizadas para dañar la cohesión del propio grupo incluyen restringir la cantidad de comunicación entre los subordinados, aíslar físicamente a los subordinados capacitados y evitar que los subordinados se unan entre sí. Este comportamiento está dirigido a subordinados altamente calificados que son vistos como rivales potenciales del líder. Esta tendencia del líder dominante a atacar la cohesión del propio grupo se elimina cuando cesa la amenaza al líder.
Es más probable que los líderes basados en el prestigio prioricen las decisiones preferidas por sus seguidores en lugar de lo que creen que es el mejor curso de acción para el desempeño del grupo, lo que sugiere que estos líderes pueden priorizar la aprobación social del grupo sobre el éxito general del grupo. Como los líderes basados en el prestigio dependen más del apoyo del grupo, muestran signos de hipervigilancia hacia los signos de descontento social y desaprobación de sus seguidores a través de una mayor atención visual y percepción facial, lo que a su vez conduce a mantener relaciones sociales con los seguidores. Esto es consistente con la evidencia de que los enfoques basados en el prestigio están asociados con tácticas complacientes o agradables, pero negativamente asociados con tácticas coercitivas.

### Toma de riesgos
Las personas respaldan a los que asumen riesgos como líderes en situaciones competitivas entre grupos, pero no en entornos cooperativos entre grupos. Los que asumen riesgos se perciben como más dominantes y la asunción de riesgos se asocia con el liderazgo. Es más probable que los miembros de la organización que asumen riesgos obtengan posiciones de liderazgo, lo que a su vez explica cómo algunas organizaciones desarrollan una cultura de asunción de riesgos.

### Populismo y descontento político
El aumento de la desigualdad social conduce a una mayor necesidad de estatus y comportamiento de búsqueda de dominio a través de la agresión o de la coalición, ya que el dominio para ciertos grupos es una ruta más alcanzable hacia el estatus que el prestigio. Si bien tanto el dominio como el prestigio son rutas viables para alcanzar posiciones de liderazgo influyentes, la incertidumbre económica lleva a que los votantes individuales sientan una falta de control personal, lo que a su vez resulta en una mayor preferencia por líderes más dominantes en tiempos de incertidumbre económica. Por lo tanto, las preferencias por los estilos de liderazgo de dominación surgen en un contexto lleno de conflictos intergrupales, con el fin de establecer el dominio social a través de estrategias agresivas y ofensivas.

### Comunicación física del estatus
El alto rango social alcanzado a través de la dominación o el prestigio se asocia con distintas expresiones faciales, posiciones de la cabeza y expansión corporal. Un ejemplo de esto es que los líderes basados en el prestigio señalan su estado con una inclinación de la cabeza hacia arriba frente a una inclinación de la cabeza hacia abajo para los líderes basados en el dominio. Los seres humanos utilizan los cambios de voz para señalar las relaciones de estado con un tono vocal más profundo durante las interacciones con los compañeros, lo que indica un rango social más alto. En tiempos de conflictos o guerras entre grupos, a menudo existe una preferencia por líderes con rostros dominantes y masculinos, siendo lo contrario durante tiempos más pacíficos.

### El liderazgo como posible tercera estrategia evolucionada
Existe alguna evidencia de que existe una tercera vía de motivación evolucionada distinta que explica el impulso hacia un estatus superior, una motivación de liderazgo. Este camino puede resumirse en líderes motivados para liderar personas y organizaciones por un sentido de responsabilidad más amplio Aunque sea distinto del dominio y el prestigio, este liderazgo comparte un deseo de poder similar con las estrategias duales.

## Vínculos con otras teorías

### Liderazgo de servicio
Existe una superposición entre el liderazgo por prestigio y el liderazgo de servicio, pero también algunas diferencias importantes.

#### Similitudes
Es una evidencia que los líderes basados en el prestigio y los líderes de servicio hagan sacrificios por el bienestar de sus grupos y trabajen duro para beneficiar a otros miembros del grupo.

#### Diferencias
El liderazgo de servicio no implica que el líder demuestre competencia como lo hace el líder basado en el prestigio. La motivación también es un factor de diferenciación, ya que los líderes servidores se sacrifican por el grupo por amor compasivo, mientras que los líderes basados en el prestigio pueden sacrificarse para ganar estatus en el grupo. Otra diferencia clave es que el liderazgo de servicio no está vinculado al narcisismo, mientras que el liderazgo de prestigio puede estar vinculado al narcisismo, incluso si el líder basado en el prestigio lo reprime frente a los miembros del grupo.

## Metodologías y herramientas de investigación

### Escalas de dominio y prestigio
Se han desarrollado escalas de dominio y prestigio para investigar el dominio y el prestigio. Las escalas se puntúan con una puntuación de 1 a 7 y cubren tanto una escala de autoinforme como una de pares.

## Aplicaciones generales
La teoría de las estrategias duales ha aparecido en publicaciones dirigidas a los profesionales y se ha aplicado específicamente a los comportamientos de liderazgo; los ejemplos incluyen aplicaciones para el liderazgo y subcampos dentro como el liderazgo educativo. También ha aparecido en artículos en publicaciones dirigidas al lector más general como el New York Times.